# Ranuanjärvi
Ranuanjärvi är en sjö i Finland. Den ligger i kommunen Ranua i landskapet Lappland, i den norra delen av landet, 600 km norr om huvudstaden Helsingfors. Ranuanjärvi ligger 142,8 meter över havet. Den är 8,41 meter djup. Arean är 4,62 kvadratkilometer och strandlinjen är 23,28 kilometer lång. Sjön  ingår i Ijo älvs huvudavrinningsområde.   Den ligger vid sjön Luhtajärvi.